# Cultura de Puerto Rico
Diversos estudios resaltan la esencia de la cultura puertorriqueña enmarcada en su “folklore”.
Folc- significa pueblo y lor- esencia, y responde a ser “el conjunto de las tradiciones, creencias y costumbres de las clases populares”. Como parte de este se resalta la música popular e instrumentos típicos, entiéndase aguinaldos, trulla, bomba, plena y los tambores, panderos y “marimbolas”, de herencia africana.

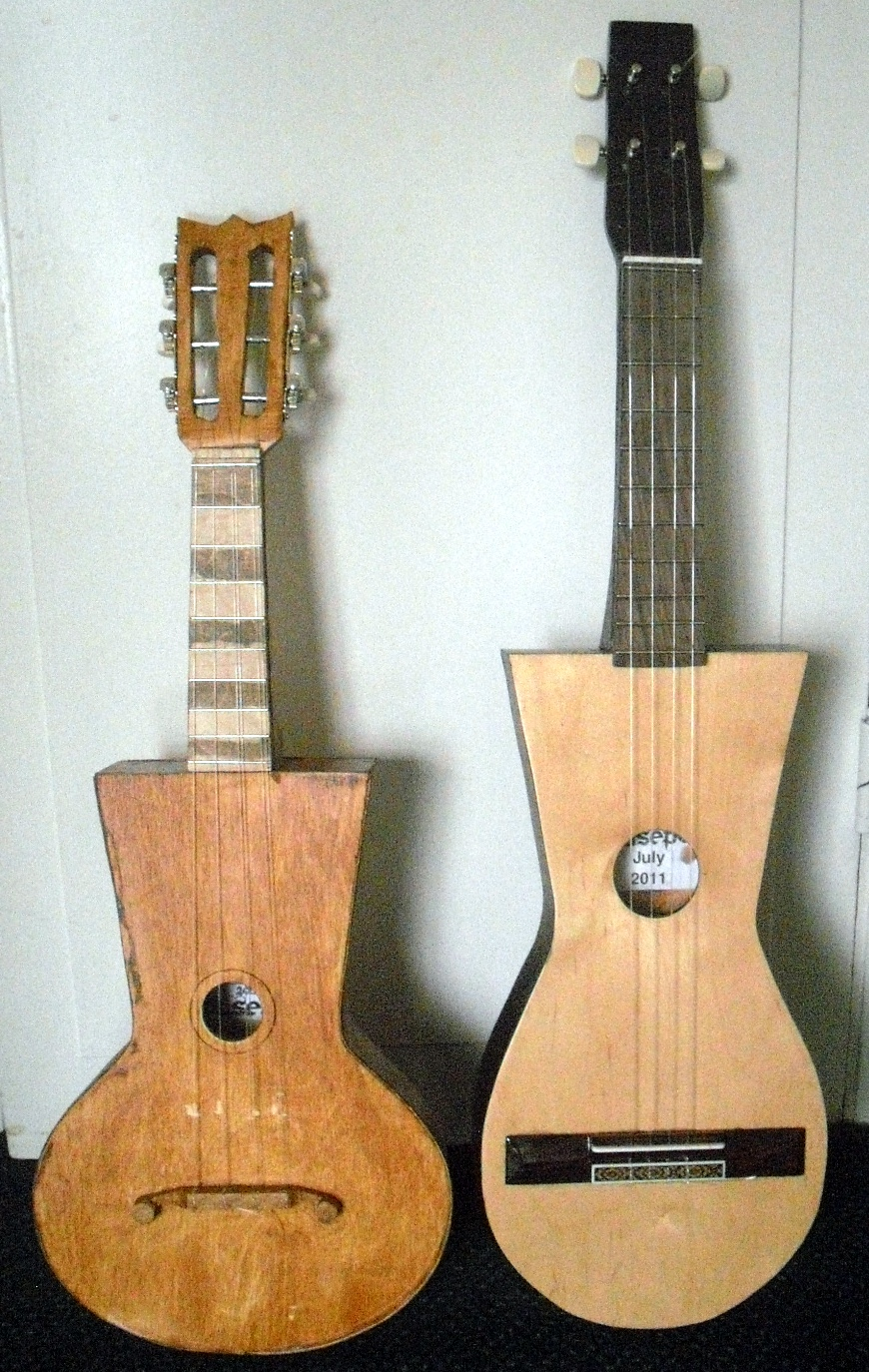
Cuatros antiguos.

Además, el baile es distintivo de la cultura puertorriqueña y no se conoce pero tal vez se reconoce pero a la misma vez no  se reconoce al baile de las máscaras como gran importancia de la tradición en Puerto Rico. El estudio concluyó que el personaje pictórico de los carnavales puertorriqueños ha pasado de celebración a símbolo en artesanías, cuadros, llaveros, etc. No se olvide que el "folklore", es un tema amplio que abarca muchos temas, desde lo cotidiano, hasta lo social y religioso. También en el folklore puertorriqueño se encuentran costumbres, supersticiones y leyendas como la de La Piedra del Perro.

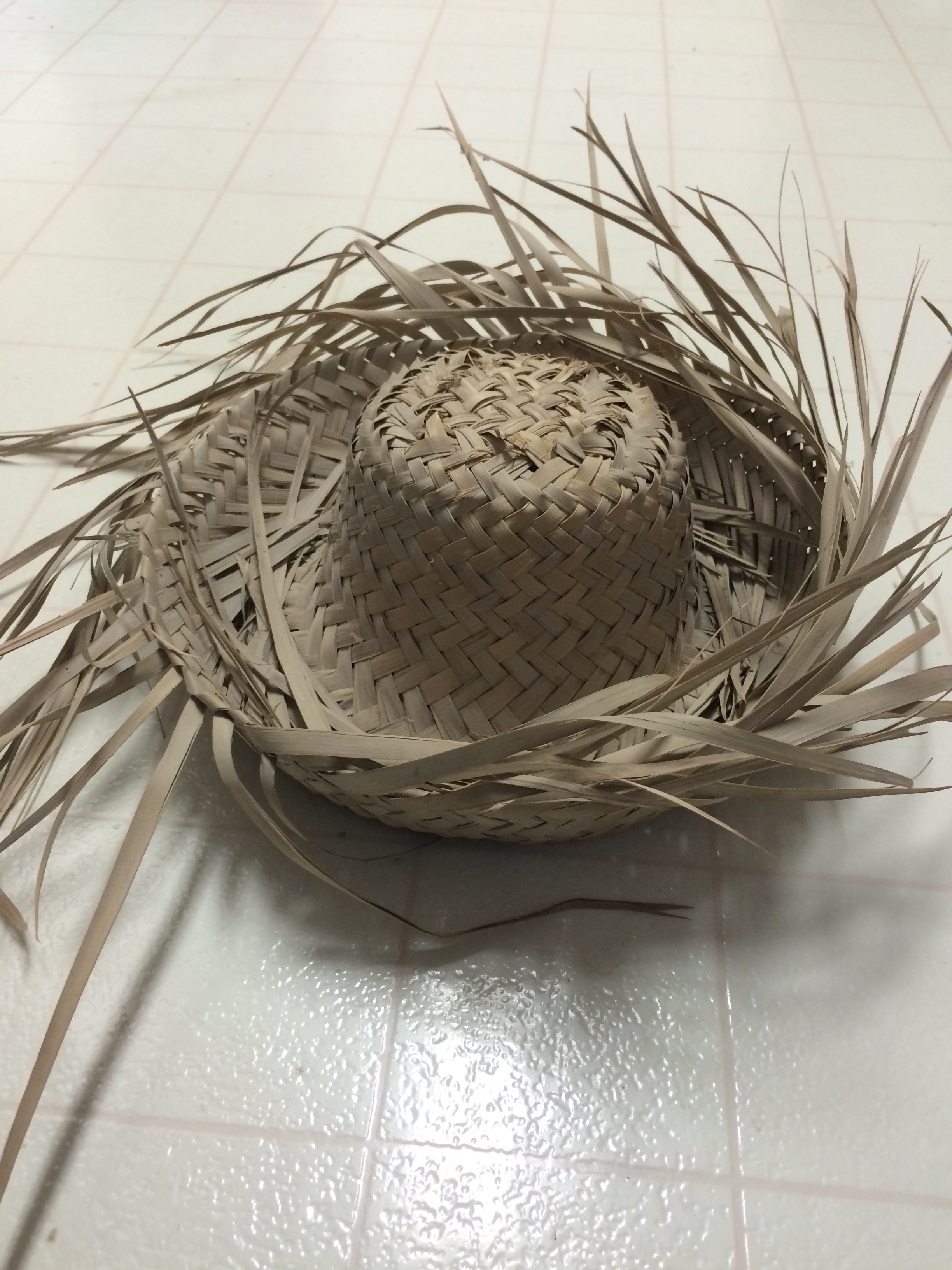
Pava, sombrero de paja jíbaro.

El antepasado, es un elemento importante, pues muestra las primeras civilizaciones y su marco cotidiano. Estudios, recrean el escenario jíbaro para refrescar aquello que fue olvidado.
El jíbaro y la jíbara son personajes distintivos de Puerto Rico, que representaban la clase obrera de la antigüedad. Los jíbaros, vestían con camisa, pantalones, pañuelo al cuello, machete y pava. La jíbara vestía blusas, falda larga y amapola en el cabello. Ambos, toman vida en la época navideña y en días conmemorativos a la cultura puertorriqueña. Estos vivían en casas de madera parecidas a los bohíos, sin ventanas ni puertas ( a veces), y con escaso mobiliario. Dicho estudio aseguró que todavía estas casas se encuentran en las áreas centrales de los pueblos en Puerto Rico, donde la pobreza es su peor enemigo.